# Cubebol
Cubebol ist ein Sesquiterpen und Hauptbestandteil des ätherischen Öls von Kubeben-Pfeffer (Piper cubeba).

## Vorkommen

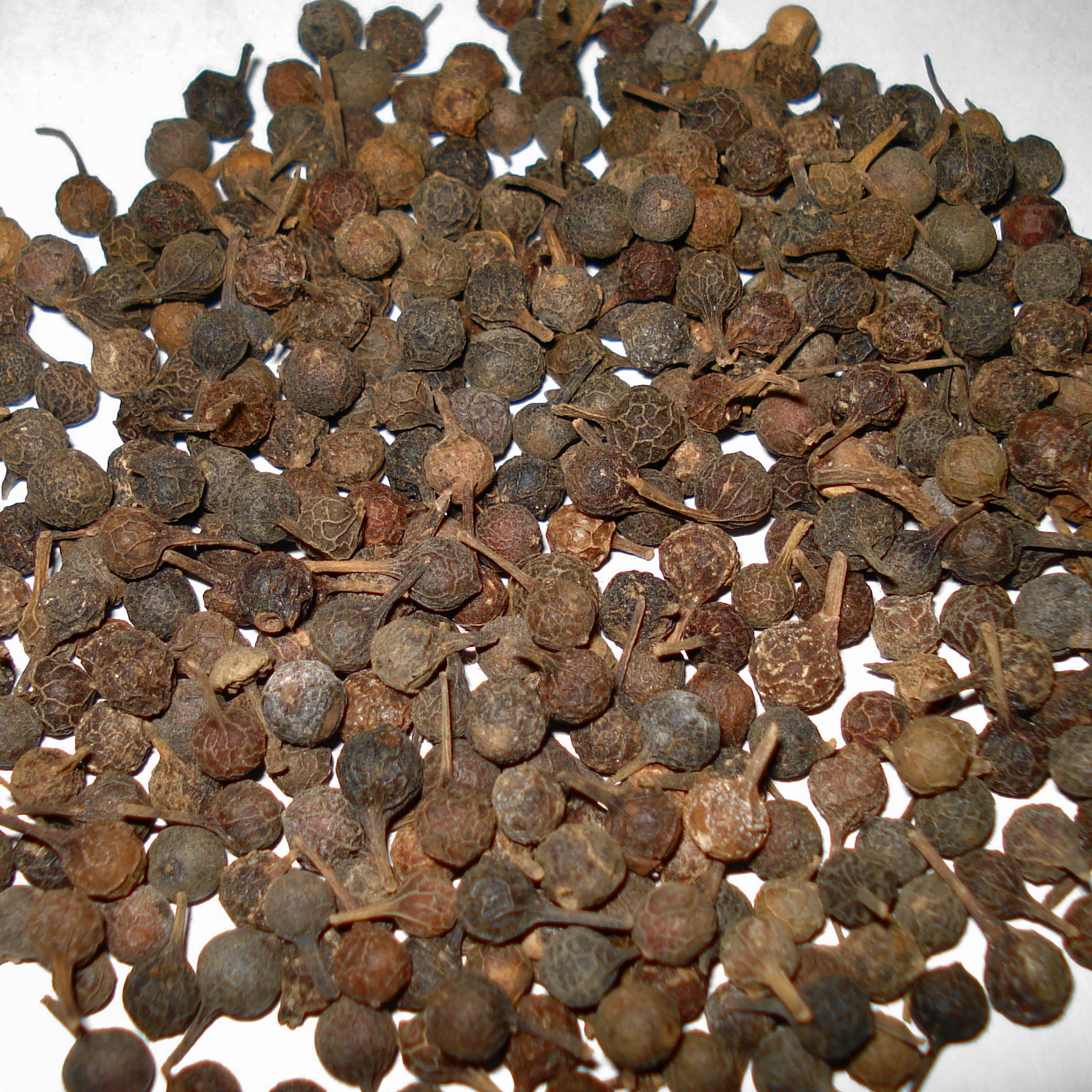
Kubebenpfeffer

## Gewinnung und Synthese
So wurde dieser schon vor den 1950er-Jahren aus dem Cubebenöl destilliert.
Cubebol kann aus Cubebenöl gewonnen werden. Alternativ kann es synthetisch hergestellt werden. So gelang A. Yohshikoshi die erste Totalsynthese von Cubebol.

## Verwendung
Das ätherische Öl mit dem Hauptbestandteil Cubebol lässt sich aufgrund des bitteren Geschmacks nur für wenige Anwendungsbereiche benutzen. Wohingegen das aufgereinigte Cubebol eine Kühlreiz-Wirkung besitzt, die bis zu 30 Minuten lang wirksam ist und ca. 2 Minuten nach dem Verzehr einsetzt. Dadurch, dass es in die GRAS-Liste mit aufgenommen worden ist und einen geringen Geruch bzw. Geschmack besitzt, kann es in zahlreichen Bereichen angewendet werden. Einige mögliche Anwendungsbeispiele wären Erfrischungsgetränke, Zahnhygiene oder Süßwaren.
Die Patentrechte für die Nutzung als Aromastoff in Europa und den USA, liegen seit 2000 bzw. 2001 bei der Firmenich.